# 233488 Cosandey
233488 Cosandey este o planetă minoră (asteroid) din Inner Main Belt⁠(d). A fost descoperită pe 16 decembrie 2006 la Vicques⁠(d) de Michel Ory⁠(d) și a fost numită după David Cosandey⁠(d). 
Obiectul prezintă o orbită caracterizată de o semiaxă mare de 1,9877352591587 UAi, o excentricitate de 0,093068996986653, o înclinație de 16,883713258513 ° în raport cu ecliptica.